# Konoe Motosaki
Konoe Motosaki (近衛 基前, 1783-1820), fils de Konoe Tsunehiro, est un noble de cour japonais (kugyō) de la période Edo (1603–1868). Il n'occupe pas les fonctions de régents kampaku et sessho. Sa consort est une fille de Tokugawa Munechika, neuvième daimyo du domaine d'Owari; il a avec elle un fils, Konoe Tadahiro et une fille qui devient plus tard une consort de Tokugawa Nariharu, onzième daimyo du domaine d'Owari.

## Source de la traduction
- (en) Cet article est partiellement ou en totalité issu de l’article de Wikipédia en anglais intitulé « Konoe Motosaki » (voir la liste des auteurs).